# Формула-1 — Гран-прі Нідерландів 2025
Гран-прі Нідерландів 2025 (офіційно — Formula 1 Heineken Dutch Grand Prix 2025) — автоперегони чемпіонату світу з Формули-1, які відбудуться 31 серпня 2025 року. Гонка буде проведена на трасі Зандворт у Зандворті, Нідерланди. Це п'ятнадцятий етап Чемпіонату світу, тридцять сьоме Гран-прі Нідерландів в історії та тридцять п'яте в рамках Чемпіонату світу з Формули-1.

## Розклад (UTC+3)
| Дата      | Подія           | Час           |
| --------- | --------------- | ------------- |
| 29 серпня | Вільний заїзд 1 | 13:30 - 14:30 |
| 29 серпня | Вільний заїзд 2 | 17:00 - 18:00 |
| 30 серпня | Вільний заїзд 3 | 12:30 - 13:30 |
| 30 серпня | Кваліфікація    | 16:00 - 17:00 |
| 31 серпня | Перегони        | 16:00         |
| Джерело:  |                 |               |